# 铃木浩介 (演员)
鈴木浩介（日语：／ Suzuki Kōsuke，1974年11月29日—），日本演員。所屬事務所為SIS company。其妻為大塚千弘。

## 來歷
出身於福岡縣。青山學院大學經營學院經營系畢業。大學時代進入青年座研究所，1997年進入劇團青年座。在劇團作為年輕團員活動，2004年退出。之後以出演電視連續劇為主。

## 备注
- 在《诈欺游戏》中饰演福永。以其狡猾的个性和许多深入人心的台词而提高了知名度。这个角色与其以往的在电视连续剧中角色的有很大的不同，蘑菇头加以黑框眼镜，以大声谩骂为主的台词居多。因此，本人也称（福永这个角色）非常疲累。
- 由于福永这个角色反响的强烈，在与《诈欺游戏》同样范围内播放的的单发电视剧、《フライトパニック》（导演，編劇等均与《诈欺游戏》相同）中饰演与福永几乎相同的角色（前田孝市），再度给观众留下了深刻的印象。
- 《Attention Please》第四话中饰演电视台的董事。巧合的是，其名称与《诈欺游戏》中同为“福永”。
- 实际上本人是大方稳重的治愈系。

## 主要作品

### 电视连续剧
- 转勤判事2（1997年，日本电视台）
- 影子武士德川家康（1998年，朝日电视台）
- 一心太助（1999年，NHK）
- 八丁堀的七人（系列一，第8话） （2000年，朝日电视台）
- 俺春（2001年，NHK）
- 壁ぎわ税務官（原題）（2001年，富士电视台）
- 新爱的风暴（2002年，东海电视台製作，富士电视台播出） - 飾演 三枝文彥
- 刑事纯情派（2003年，朝日电视台）
- 真实一路（2003年，东海电视台） - 飾演 林田宗次郎
- 逃亡者RUNAWAY（2004年，TBS）
- 坠入情海～我成功的秘密～（2005年，富士电视台） - 飾演 宮澤修
- 理想的生活（2005年，NHK）
- 危险姐姐（2005年，富士电视台） - 飾演 鐮田鐵男
- PREMIUM STAGE起跑线～流泪的短跑选手～（2005年，富士电视台）
- HERO 特別篇（2006年）
- 护士小葵（2006年，富士电视台） - 飾演 片桐勇
- 硫磺岛～战地邮递员～（2006年，富士电视台）
- 真实的恐怖故事 6号房间（2006年8月22日，富士电视台）
- 老婆这周要出墙（2007年，富士电视台） - 飾演 河野惠介
- 峰女壁女（2007年，富士电视台）
- 诈欺游戏season1（2007年，富士电视台） - 飾演 フクナガユウジ（福永佑司）
- 侦探学院Q 第八话（2007年，日本电视台） - 飾演 淺野拓郎
- 女子刑事（2007年，TBS）
- フライトパニック（原题）（2007年，富士电视台） - 飾演 前田孝市
- 交涉人（2007年，富士电视台） - 飾演 長谷部邦男
- 追捕～失踪者搜查官・石森新次郎（2008年1月28日，TBS） - 飾演 戶部勝
- 周四时代剧/鞍马天狗 第4-5话 （2008年2月7日，NHK）
- 世界奇妙物语'08新春特别篇『透明的一日』（2008年4月2日，富士电视台）
- 警視廳搜查一課9係 season3 第2话（2008年4月23日，朝日电视台） - 飾演 島津次郎
- 7人女律師 第4话（2008年5月1日，朝日电视台） - 飾演 间下英治
- CHANGE（2008年，富士电视台） - 飾演 秋山太郎勘介（總理秘書）
- 警视厅电话指导官～深川真理子的事件簿（2008年6月7日，朝日电视台） - 飾演 村松巡查
- 从天而降的三亿两千万（2008年7月～9月，朝日电视台） - 飾演 須藤
- ディロン〜運命の犬（原题）（2008年9月15日，NHK）
- 跨国OL 第5话（2008年10月～12月，日本电视台）
- 相棒 Season7 第7话 (2008年12月，朝日电视台） - 飾演 下柳努
- 我的帅管家 (2009年1月～3月，富士电视台） - 飾演 櫻庭
- 红线（2008年12月，富士电视台） - 飾演 太田醫師
- 疑惑（2009年1月24日，朝日电视台开局50年纪念电视连续剧，松本清张诞生100年特别企画） - 飾演 刑警
- 派遣OL〜少女漫画迷（2009年8月，NHK） - 飾演 五百旗部（编辑成员）
- 诈欺游戏Season2（2009年，富士电视台） - 飾演 フクナガユウジ（福永佑司）
- 地下鉄サリン事件 15年目の闘い〜あの日、霞ヶ関で何が起こったのか〜（原題）（2010年3月20日，富士電視台) - 飾演 中村裕二（律師）
- 臨場2 第1話（2010年4月，朝日電視台）- 飾演 奧寺巡查
- 警部補 矢部謙三（2010年4月－5月，朝日電視台）- 飾演 櫻木健一郎
- JOKER 不被原諒的搜查官 第2話（2010年7月20日，富士電視台）- 飾演 春日恒夫(K&M社長)
- 情報之女〜國稅局查察官〜（2010年10月－12月，朝日電視台）- 飾演 五藤滿
- 草莓之夜（2010年11月，富士電視台）- 飾演 田代智彥
- 惡黨（2011年1月－3月，朝日電視台）- 飾演 柴田安春
- 實習醫37歲（2012年4月－6月，富士電視台）- 飾演 中島保
- Doctor-X～外科醫·大門未知子～（第一部）（2012年10月－12月，朝日電視台）- 飾演 原守
- 古書堂事件手帖（2013年1月－3月，富士電視台）- 飾演 藤波明生
- 遺留搜查3 第8-9話（2013年6月5日－12日，朝日電視台）- 飾演 三枝達也
- Doctor-X～外科醫·大門未知子～（第二部）（2013年10月－12月，朝日電視台）- 飾演 原守
- 紧急审讯室（第一部）（2014年1月－3月，朝日電視台） - 飾演 監物大二郎
- 潘朵拉〜永遠之命〜（2014年4月27日，WOWOW） - 飾演 神宮悟
- 死神君 第6話（2014年5月30日，朝日電視台） - 飾演 和田明
- 晝顏 ～平日午後3點的戀人們～（2014年7月－9月，富士電視台） - 飾演 笹本俊介
- 劫持白銀（2014年8月2日，朝日電視台） - 飾演 辰巳豐
- Doctor-X～外科醫·大門未知子～（第三部）（2014年10月－12月，朝日電視台）- 飾演 原守
- 不便的便利屋（2015年4月－6月，東京電視台）- 飾演 松井英夫
- 家的記憶（2015年4月－6月，朝日電視台） - 飾演 四月信次
- 刑警七人（第一部）（2015年7月－9月，朝日電視台） - 飾演 永澤圭太
- 遺產爭族（2015年10月－12月，朝日電視台）- 飾演 矢幡正春
- 我不是無法結婚，是不婚 第2話、第3話（2016年4月22日、4月29日，TBS）- 飾演 石田淳史
- 最後的餐廳（2016年4月－6月，NHK BS Premium）- 飾演 面津驅
- Doctor-X～外科醫·大門未知子～ 特別篇（2016年7月，朝日電視台）- 飾演 原守
- 刑警七人（第二部）（2016年7月－8月，朝日電視台）- 飾演 永澤圭太
- Doctor-Y～外科醫·加地秀樹～（第一部）（2016年9月，朝日電視台）- 飾演 原守
- Doctor-X～外科醫·大門未知子～（第四部）（2016年10月－12月，朝日電視台）- 飾演 原守
- 巨惡無法入眠 特搜檢察官的逆襲（2016年10月5日，東京電視台）- 飾演 近藤左門
- 勇者義彥和被引導的七人（2016年11月4日，東京電視台）- 飾演 盜賊
- Retake 重啟人生 第5話（2017年1月7日，東海電視台）- 飾演 立野義弘
- 中年超人左江內氏 第7話（2017年2月25日，日本電視台）- 飾演 強盜
- 紧急审讯室（第二部）（2017年4月－6月，朝日電視台） - 飾演 監物大二郎
- 外貌協會100%（2017年4月－6月，日本電視台） - 飾演 國木田修
- 即使愛，也有秘密。（2017年7月－9月，日本電視台）- 飾演 風見忠行
- Doctor-X～外科醫·大門未知子～（第五部）（2017年10月－12月，朝日電視台）- 飾演 原守
- 單戀（2017年10月－11月，WOWOW）- 飾演 中尾功輔
- 搶救飯店大作戰（2018年4月－6月，日本電視台） - 飾演 丹澤昭人
- 因為誤認那是愛（2019年2月－3月，WOWOW） - 飾演 伊藤匡
- 想被療癒的男人（2019年4月－6月，東京電視台）- 飾演 秋山寬（主演）
- 緊急審訊室（第三部）（2019年4月－6月，朝日電視台） - 飾演 監物大二郎
- Doctor-X～外科醫·大門未知子～（第六部）（2019年10月－12月，朝日電視台）- 飾演 原守
- 極道主夫 第3話（2020年10月25日，讀賣電視台・日本電視台）- 飾演 千金樂壽喜
- 不管夜晚多黑（2020年11月－12月，WOWOW）- 飾演 楢崎樹
- 喜劇開場（2021年4月－6月，日本電視台）- 飾演 真壁權助
- 緊急審訊室（第三部）（2021年7月－9月，朝日電視台） - 飾演 監物大二郎
- Doctor-X～外科醫·大門未知子～（第七部）（2021年10月－12月，朝日電視台）- 飾演 原守
- 勿说是推理（2022年1月10日－3月28日，富士电视台）- 饰演 天达春生
- 神探伽利略 禁忌的魔術（2022年9月17日，富士電視台）- 飾演 大賀仁策
- 飛舞吧！（2022年10月－2023年3月，NHK）- 飾演 浦信吾
- Japanese Style 第8話（2022年12月17日，朝日電視台）- 飾演 身份不明的男子
- BRUSH UP LIFE（2023年1月8日－3月12日，日本電視台）- 飾演 三田老師
- STAND UP START（2023年1月18日－3月29日，富士電視台）- 飾演 加賀谷剛
- CODE-願望的代價-（2023年7月2日－9月3日，日本電視台）- 飾演 田波秋生
- 一兆＄遊戲 第5話 - 最終話（2023年8月11日－9月15日，TBS） - 飾演 蛇島透[2]
- 勿說是推理 特別篇（2023年9月9日，富士電視台）- 飾演 天達春生
- GTO Revival（2024年4月1日，關西電視台・富士電視台）- 飾演 市川晃一
- Sky Castle（2024年7月25日－9月26日，朝日電視台） - 飾演 二階堂亘
- Doctor-Y～外科醫·加地秀樹～（第七部）（2024年11月30日，朝日電視台）- 飾演 原守
- 遺產偵探 第5話、第8話（2025年2月22日、3月15日，日本電視台）- 飾演 灰江和宏
- Dr.阿修羅（2025年4月16日－6月25日，富士電視台）- 飾演 金剛又吉
- 武藏的輪舞曲（2025年4月19日－6月21日，朝日電視台）- 飾演 阿川康平
- 綁架之日（2025年7月8日－，朝日電視台）- 飾演 ケビン福住

### 电影
- 浅田清扫社（1999年）
- 郡上一揆 （2000年）
- 永遠的三丁目的夕陽（2005年）
- 欺詐遊戲:最後的舞台（2010年）- 飾演 福永佑司
- 欺詐遊戲-再生-（2012年）- 飾演 福永佑司
- 類比（2023年）- 飾演 岩本修三
- 緊急審訊室 THE FINAL（2023年）- 飾演 監物大二郎